# Alexandre (religieux orthodoxe)
Pour les articles homonymes, voir Alexandre.
Alexandre (né Avdeï Diomidovitch Kalinine, en russe : Авдей Диомидович Калинин, le 25 novembre 1957 à Stalingrad) est l'actuel primat de l'Église vieille-orthodoxe russe, d'abord avec le titre d'archevêque de Novozybkov, Moscou et de toute la Russie (à partir du 9 mai 2000), puis avec celui de Patriarche de Moscou et de toute la Russie (depuis le 3 mars 2002).

## Biographie
Il naît au sein d'une famille de vieux-croyants. Le frère de son grand-père est l'archevêque Aristarque (Kalinine) qui pendant de longues années est secrétaire de l'Église vieille-orthodoxe russe et de 1996 à 2000, archevêque et primat de cette Église. Le père d'Aristarque et du grand-père d'Alexandre est Jean (Kalinine), primat de cette Église de 1944 à 1956. C'est lui qui fait renaître de ses cendres cette Église décimée par les grandes purges staliniennes dans les années 1930-1940.Il survit aux terribles combats de la bataille de Stalingrad en se réfugiant dans la cave de la maison. Dès lors, l'autorité de la famille Kalinine est grande auprès des branches de vieux-croyants avec prêtres. En 1977, Avdeï Kalinine (futur moine Alexandre) est diplômé du collège technique du transport ferroviaire et après son service militaire, il travaille pendant un temps comme ouvrier duu génie technique à Volgograd (ex-Stalingrad). Il entre au séminaire de Moscou en 1980 (qui avait rouvert en 1946), ce qui est possible depuis les récentes dispositions de l'époque du patriarcat de Moscou à l'égard des vieux-croyants, ces dispositions s'appliquant aux séminaires de Moscou et de Léningrad. Il termine le programme de quatre ans en seulement trois années, puis entre au grand séminaire (académie). Dès le 1er septembre 1983, il est pendant treize ans secrétaire de l'archevêque Guennadi (Antonov). Il termine le grand séminaire avec félicitations en 1986 ayant présenté une thèse sur Le Saint Métropolite Cyprien. Vie et œuvre littéraire.

### Moine
Il prononce ses vœux monastiques le 11 janvier 1987 prenant le nom de religion d'Alexandre. Il est ordonné hiérodiacre le 14 janvier 1987 et nommé archidiacre le 19 janvier suivant. Il est ordonné hiéromoine, le 6 décembre 1987. C'est à son initiative que la hiérarchie de l'Église vieille-orthodoxe russe canonise le protopope martyr Avvakoum (mort en 1682) et d'autres martyrs vieux-croyants du XVIIe siècle. C'est également lui qui est à l'origine en 1990 de l'ouverture d'un séminaire à Novozybkov, auprès de la cathédrale de la Transfiguration, et dont il est nommé recteur. Cet établissement devient l'ossature de la future hiérarchie de cette obédience.
Le 15 avril 1992, il est nommé higoumène (supérieur) du monastère de la Sainte-Trinité, situé au village de Kamenka de l'oblast de Briansk. Le 21 septembre de cette même année, il est élevé au rang de prêtre archimandrite.

### Évêque
Il est consacré évêque de Briansk-Zlynka par l'archevêque de Novozybkov, Aristarque (Kalinine), et l'évêque de Gomel, Barnabé (Edigarev), lors du synode du 6-7 février 1996. En juin 1996, il est nommé adjoint de l'archevêque Aristarque et envoyé au siège de Moscou. Il est en fait à la tête des activités de l'archevêché et s'occupe des conctacts externes.
Il participe à la campagne de 1996 en faveur de Boris Eltsine à la radio appelant à faire face à la « peste rouge-brune ».

### Primat
Il est élu par le synode du 7 mai 2000 archevêque de Novozybkov, de Moscou et de toutes les Russies. Son intronisation se déroule le 9 mai 2000. Le 16-19 août 2000, le synode de l'Église vieille-orthodoxe russe décide du transfert de la chaire épiscopale de Novozybkov à la cathédrale de l'Intercession de Moscou et confère à l'archevêque Alexandre le titre de primat-archevêque de Moscou et de toutes les Russies de l'Église vieille-orthodoxe.
Au synode du 28 février-3 mars 2002, il est élevé au titre de patriarche de l'Église vieille-orthodoxe russe. L'élection d'Alexandre comme patriarche, en fait, n'a fait qu'exacerber l'atmosphère d'isolement qui avait toujours distingué cette Église schismatique en tant que confession, et a marqué une détérioration des relations autrefois presque impeccables avec le patriarcat de Moscou, et cela n'a pas non plus été reconnu par d'autres obédiences de vieux-croyants.
Grâce à son travail, le nombre de paroisses augmente à soixante-dix à la fin de l'année 2003.
Les 17-20 octobre 2008, il se rend en Grèce pour diriger un dialogue théologique officiel avec des représentants de la Métropole de Mésogée et de Lauréotique de la Vraie Église orthodoxe de Grèce, également connue sous le nom de « branche Kiriko de la hiérarchie de Matthieu ».
Le 26 décembre 2012, il rencontre à l'église de Rogojskoïe le métropolite Corneille de l'Église orthodoxe vieille-ritualiste russe. Alexandre est accompagné de l'évêque de Sibérie, Serge (Popkov) et du protoprêtre Andreï Martchenko et, du côté de la Métropole de Moscou, prennent part à la rencontre l'évêque de Iaroslavl et de Kostroma Vincent (Novojilov) et le protoprêtre Leonti Pimenov, le prêtre Alexeï Lopatine et le protodiacre Viktor Saveliev.